# Tình yêu tỏa sáng
Tình yêu tỏa sáng (tiếng Hàn: 빛나는 로맨스; Romaja: Bitnaneun Romanseu) là một bộ phim truyền hình Hàn Quốc với sự tham gia của Lee Jin, Park Yoon-jae và Jo An. Phim được phát sóng trên MBC từ ngày 23 tháng 12 năm 2013 đến 20 tháng 6 năm 2014 vào mỗi tối thứ hai cho đến thứ sáu lúc 19:15 gồm 122 tập.
- Lee Jin vai Oh Bytna[2][3]
- Park Yoon-jae vai Kang Ha-joon[4]
- Jo An vai Jang Cherri[5]
- Heo Jung-eun vai Byun Yeon-doo
- Lee Hwi-hyang vai Kim Ae-sook
- Hong Yo-seob vai Jang Jae-ik
- Jeon Yang-ja vai Yoon Bok-shim
- Kyeon Mi-ri vai Lee Tae-ri
- Jung Han-yong vai Kang Dae-poong
- Yoo Min-kyu vai Kang Ki-joon[6]
- Kwak Ji-min vai Oh Yoon-na
- Lee Mi-sook vai Jung Soon-ok
- Kim Soo-yeon vai Byun Tae-young
- Yoon Mi-ra vai Heo Mal-sook
- Yoon Hee-seok vai Byun Tae-shik
- Ji Soo-yeon vai Emma Jung
- Lee Kye-in vai Ông Oh
- Nam Kyung-eup vai Nam Soo-chul

## Rating
| Tập        | Ngày phát sóng       | Bình quân người xem | Bình quân người xem | Bình quân người xem | Bình quân người xem |
| Tập        | Ngày phát sóng       | TNmS Ratings        | TNmS Ratings        | AGB Nielsen         | AGB Nielsen         |
| Tập        | Ngày phát sóng       | Toàn quốc           | Vùng thủ đô Seoul   | Toàn quốc           | Vùng thủ đô Seoul   |
| ---------- | -------------------- | ------------------- | ------------------- | ------------------- | ------------------- |
| 1          | 23 tháng 12 năm 2013 | 10.0%               | 12.0%               | 10.3%               | 10.8%               |
| 2          | 24 tháng 12 năm 2013 | 7.8%                | 8.4%                | 8.7%                | 8.8%                |
| 3          | 25 tháng 12 năm 2013 | 9.7%                | 10.0%               | 10.2%               | 10.8%               |
| 4          | 26 tháng 12 năm 2013 | 8.6%                | 9.3%                | 9.2%                | 8.7%                |
| 5          | 27 tháng 12 năm 2013 | 8.7%                | 10.0%               | 9.5%                | 9.9%                |
| 6          | 30 tháng 12 năm 2013 | N/A                 | N/A                 | N/A                 | N/A                 |
| 7          | 31 tháng 12 năm 2013 | N/A                 | N/A                 | N/A                 | N/A                 |
| 8          | 1 tháng 1 năm 2014   | N/A                 | N/A                 | N/A                 | N/A                 |
| 9          | 2 tháng 1 năm 2014   | N/A                 | N/A                 | N/A                 | N/A                 |
| 10         | 3 tháng 1 năm 2014   | N/A                 | N/A                 | N/A                 | N/A                 |
| Trung bình | Trung bình           | -                   | -                   | -                   | -                   |

## Giải thưởng và Đề cử
| Năm  | Giải                   | Thể loại                                        | Người nhận    | Kết quả   |
| ---- | ---------------------- | ----------------------------------------------- | ------------- | --------- |
| 2014 | 7th Korea Drama Awards | Excellence Award, Actress                       | Lee Jin       | Đề cử     |
| 2014 | MBC Drama Awards       | Top Excellence Award, Actor in a Serial Drama   | Park Yoon-jae | Đề cử     |
| 2014 | MBC Drama Awards       | Top Excellence Award, Actress in a Serial Drama | Lee Jin       | Đề cử     |
| 2014 | MBC Drama Awards       | Excellence Award, Actress in a Serial Drama     | Jo An         | Đề cử     |
| 2014 | MBC Drama Awards       | Golden Acting Award, Actress                    | Lee Mi-sook   | Đoạt giải |